# Todd Riech
Todd Ryan Riech (ur. 24 października 1970 w Polson, w stanie Montana) – amerykański lekkoatleta, oszczepnik.
Na Igrzyskach Panamerykańskich w Mar del Plata w 1995 zdobył brązowy medal z wynikiem 77,82 m. Dwukrotnie był mistrzem Stanów Zjednoczonych (1994, 1996). Uczestniczył w Igrzyskach Olimpijskich 1996 (78,02 m – 17. miejsce).
Swój rekord życiowy (82,12 m) ustanowił 19 sierpnia 1996 w Gateshead. 